# アジアハンドボール連盟
アジアハンドボール連盟（アジアハンドボールれんめい、英: Asian Handball Federation, AHF）は、国際ハンドボール連盟（以下IHF）傘下のハンドボールのアジア大陸を管轄する団体である。
1974年にクウェート王族のシェイク・ファハド・アル＝サバーハ（初代会長）の宣言により結成、同年、IHF の承認を受けて正式な管轄団体として発足した。

## 概要
本部はアジアオリンピック評議会（OCA）の本部と同じクウェート市にある。現在の2代会長は初代会長ファハド・アッ＝サバーハの息子シェイク・アフマド・アル＝ファハド・アッ＝サバーハである。前述の通りクウェート王族によって発足したため、要職の大半はクウェート王族が占め実質上、クウェート王族が支配している。尚、現会長アフマド・アル＝ファハド・アッ＝サバーハはOCA会長も兼任している。
モルテンがオフィシャルパートナーを務めている。

## 主催大会
- オリンピック予選
- アジア選手権 (男子・女子)
- ジュニアアジア選手権 (男子・女子)
- ユースアジア選手権 (男子・女子)

## 北京オリンピックアジア予選やり直し騒動
2007年9月にクウェート、カタール、アラブ首長国連邦、日本、韓国で行われた北京オリンピックアジア予選にて、「中東の笛」と呼ばれる偏った判定が行われ、この結果日韓はオリンピック出場権を逃し、日韓両国がIHFに直訴した。その結果、2008年1月にIHFが最終予選の再試合を決めた。この決定に対し、最終予選の再試合についてアラブ諸国はボイコットを行うと表明し、同時にAHFは日韓に対してAHF除名の警告と、東京オリンピック構想の不支持を述べた。

## 外部サイト
- アジアハンドボール連盟 (公式サイト)